# Zapteryx xyster
Zapteryx xysterは、ノコギリエイ目に分類されるエイの一種。東部太平洋の沿岸に生息する。

## 形態
体長は最大78cm。体は扁平で、吻部はあまり伸長せず、頭部と胸鰭から成る体盤は正方形に近いひし形。尾部は長く、二基の背鰭を有する。体の正中線に沿って目後方から第一背鰭まで、12個の棘状突起が並ぶ。目は大きく、後方には噴水孔がある。体色は背面がベージュ色または赤褐色で、茶褐色の不規則な斑点が左右対称に入る。胸鰭には3-4対の暗褐色の斑点が入り、内部には小さな黄色の斑点が複数入る。腹面は大部分が白く、一対の暗色の斑点が入る。
北方に分布するZapteryx exasperata とは区別が難しく、メキシコ北部の海域ではこの2種が混同されている可能性が高い。背面の眼状紋はZ. xyster 固有の特徴と考えられていたが、これは熱帯海域への適応として生じたもので、Z. exasperata にもこの眼状紋を持つものがいることが分かっている。

## 生態
カリフォルニア湾南東部からペルー北部にかけて、東太平洋の熱帯から温帯海域に分布し、深さ150mまでの沿岸部の浅瀬やサンゴ礁、砂泥底、岩場に生息する。夜行性で、エビなどの甲殻類や小魚を捕食する。繁殖期は3月で、4 - 5月に出産する。卵胎生であり、平均六個の胚を有する。